# Măieruș
Măieruș je  obec v župě Brašov v Rumunsku. Žije zde přibližně 3 100 obyvatel. Obec se skládá ze dvou vesnic.

## Části obce
- Măieruș – 1 728 obyvatel
- Arini – 1 410 obyvatel